# 8087 Kazutaka
8087 Kazutaka è un asteroide della fascia principale. Scoperto nel 1989, presenta un'orbita caratterizzata da un semiasse maggiore pari a 2,5662639 UA e da un'eccentricità di 0,1466524, inclinata di 16,28527° rispetto all'eclittica.